# Dinumma oxygrapha
Dinumma oxygrapha är en fjärilsart som beskrevs av Pieter Cornelius Tobias Snellen 1880. Dinumma oxygrapha ingår i släktet Dinumma och familjen nattflyn. Inga underarter finns listade i Catalogue of Life.